# Streblosoma quadridentatum
Streblosoma quadridentatum är en ringmaskart som beskrevs av Maurice Caullery 1944. Streblosoma quadridentatum ingår i släktet Streblosoma och familjen Terebellidae. Inga underarter finns listade i Catalogue of Life.